# أزاتاشين (أرارات)
مدينة أزاتاشين (بالأرمينية:Ազատաշեն) (بالإنجليزية: Azatashen)‏ هي إحدى المدن التابعة لمقاطعة أرارات في أرمينيا. يقدر عدد سكانها بـ 694 نسمة حسب الإحصاء الذي جرى عام 2011.